# Cuisine de Guyenne
La cuisine de Guyenne relève de la même tradition que la cuisine gasconne. Elle se caractérise par une cuisine à la graisse, notamment de volailles, typique du Bassin aquitain. Toutefois, elle se distingue par ses produits du terroir :
- elle privilégie le foie gras d'oie à celui de canard,
- la truffe y est plus présente qu'en Gascogne,
- la noix est plus utilisée, notamment dans les pâtisseries.